# Silver King
César Cuauhtémoc González Barrón (9. ledna 1968 Torreón – 11. května 2019 Camden Town) byl mexický wrestler. Nejvíce se pod přezdívkou Silver King. Byl synem wrestlera Dr. Wagnera a bratrem Dr. Wagnera Jr.. Mnoho let působil s El Texanem v tag teamu „Los Cowboys“ a společně vyhráli několik titulů po celém Mexiku a Japonsku.

## Kariéra
Během své kariéry pracoval pro Universal Wrestling Association (UWA), Consejo Mundial de Lucha Libre (CMLL), Lucha Libre AAA World Wide (AAA), World Championship Wrestling (WCW), All Japan Pro Wrestling (AJPW), New Japan Pro-Wrestling (NJPW) a různé menší federace po celém světě.
Zahrál si filmovou roli padoucha „Ramsese“ ve filmu Boží zápasník s Jackem Blackem v hlavní roli. V červnu 2010 začal při zápasech v Mexico City používat ringové jméno Silver Kain.

## Smrt
Dne 11. května 2019 během zápasu v Camden Town v anglickém Londýně proti Juventudu Guerrerovi zkolaboval v ringu a krátce nato zemřel na infarkt ve věku 51 let. Po jeho smrti bylo jeho tělo se zpožděním převezeno z Londýna do Mexika až do jeho rodného města. Jeho pohřeb se konal ve Funeraria Gayosso, kde se ho mohli zúčastnit fanoušci, a později byl pohřben v Jardines del Tiempo v Torreónu po boku svého otce.
Pitva potvrdila, že příčinou jeho smrti byl fulminantní infarkt myokardu a že v jeho krvi nebyly žádné drogy ani léky.